# 大安寺川ホタル祭り
大安寺川ホタル祭り（だいあんじがわホタルまつり）は、岐阜県各務原市の大安寺川流域で毎年6月中旬に行なわれる祭りである。

## 概要
- ホタル（ゲンジボタル）の生息地である大安寺川ホタルの里（大安寺川の水源の鵜沼西町から鵜沼大安寺町にかけてにあるビオトープ）で行われるホタルを鑑賞する祭りである。大安寺川ホタルを育てる会により1984年（昭和59年）より開催ししている[1]。
- 開催時期はホタルの発生状況により異なるが、毎年6月上旬から下旬に開催される。また、開催期間も約10日間から30日間と毎年異なる。
- 屋台やバザーなどが行われる。

## 開催場所
- 岐阜県各務原市鵜沼大安寺町2丁目（大安寺川ホタルの里）

## 交通アクセス

### 公共交通機関
- 名鉄各務原線鵜沼宿駅下車、徒歩で約15分[2]
- JR高山本線鵜沼駅下車、徒歩で約15分[2]

### 自動車
- 近隣には駐車場は殆ど無い。祭り期間中は大安寺の境内が臨時駐車場として開放される[3]。